# Kingdom Story Company
Kingdom Story Company é uma empresa de produção cinematográfica de filmes relacionados com  cristianismo evangélico. A sede está localizada em Nashville, nos Estados Unidos.

## História
A empresa teve origem em um projeto dos Irmãos Erwin, Kevin Downes e Tony Young, juntamente com a Lionsgate, anunciado em 2018.  Foi realmente fundada em 2019, com o nome de Kingdom Studios, em Anaheim, Califórnia.
Em setembro de 2019, foi fundada uma divisão de televisão.
Em 2020, a empresa tomou seu nome atual e lançou seu primeiro filme “I Still Believe”.
Em 2023, ela lançou Jesus Revolution.